# Clavellopsis longimana
Clavellopsis longimana är en kräftdjursart som beskrevs av Bere 1936. Clavellopsis longimana ingår i släktet Clavellopsis och familjen Lernaeopodidae. Inga underarter finns listade i Catalogue of Life.